# Europamesterskabet i fodbold 1968
Europamesterskabet i fodbold 1968 var det tredje EM i fodbold. Slutrunden blev afholdt i Italien. Italien blev europamester.
Turneringen var tidligere år blevet afholdt som en ren cupturnering, men for første gang indførtes nu et indledende gruppespil som en del af kvalifikationsturneringen, hvorfra 8 hold gik videre til kvartfinalerne. Kvartfinalerne blev afviklet over to kampe: ude og hjemme. Selve slutrunden, der blev afviklet i Italien, bestod fortsat kun af fire hold, der spillede semifinaler, bronzekamp og finale.
I gruppespillet var otte hold seedede og blev fordelt til hver sin gruppe: England, Frankrig, Italien, Portugal, Spanien, Sovjetunionen, Ungarn og Vesttyskland.
Grupperne var delvist regionalt opdelte for at undgå for mange lange rejser; fx var England, Skotland, Wales og Nordirland i samme gruppe idet man benyttede Det britiske mesterskab som kvalifikationsturnering.
1-1-kampen i den indledende runde mellem Skotland og England har fortsat (pr. 2024) rekorden som den EM-kamp, der er blevet overværet af flest tilskuere idet 130.711 var på lægterne på Hampden Park i Glasgow.
England, Italien, Jugoslavien og Sovjetunionen kvalificerede sig til selve slutrunden.  
Værtslandet Italien blev europamester, men der skulle to finaler til at afgøre mesterskabet. Den første finale mod Jugoslavien sluttede 1-1, og dermed måtte der en ny kamp til to dage senere, som Italien vandt 2-0. Opsigtsvækkende var det også, at semifinalen mellem Italien og Sovjetunionen blev afgjort ved at slå plat og krone, efter at selve fodboldkampen var endt uafgjort 0-0. Italien vandt lodtrækningen og gik videre til finalen.

## Kvalifikationsturnering

### Indledende runde
De otte gruppevindere gik videre til kvartfinalerne.
| Gruppe 1        | Kampe | Mål | Point |
| --------------- | ----- | --- | ----- |
| Spanien         | 6     | 6-2 | 8     |
| Tjekkoslovakiet | 6     | 8-4 | 7     |
| Irland          | 6     | 5-8 | 5     |
| Tyrkiet         | 6     | 3-8 | 4     |

| Gruppe 5 | Kampe | Mål   | Point |
| -------- | ----- | ----- | ----- |
| Ungarn   | 6     | 15-5  | 9     |
| DDR      | 6     | 10-10 | 7     |
| Holland  | 6     | 11-11 | 5     |
| Danmark  | 6     | 6-16  | 3     |

| Gruppe 2  | Kampe | Mål  | Point |
| --------- | ----- | ---- | ----- |
| Bulgarien | 6     | 10-2 | 10    |
| Portugal  | 6     | 6-6  | 6     |
| Sverige   | 6     | 9-12 | 5     |
| Norge     | 6     | 9-14 | 3     |

| Gruppe 6 | Kampe | Mål   | Point |
| -------- | ----- | ----- | ----- |
| Italien  | 6     | 17-3  | 11    |
| Rumænien | 6     | 18-14 | 6     |
| Schweiz  | 6     | 17-13 | 5     |
| Cypern   | 6     | 3-25  | 2     |

| Gruppe 3      | Kampe | Mål  | Point |
| ------------- | ----- | ---- | ----- |
| Sovjetunionen | 6     | 16-6 | 10    |
| Grækenland    | 6     | 8-9  | 6     |
| Østrig        | 6     | 8-10 | 6     |
| Finland       | 6     | 5-12 | 2     |

| Gruppe 7   | Kampe | Mål  | Point |
| ---------- | ----- | ---- | ----- |
| Frankrig   | 6     | 14-6 | 9     |
| Belgien    | 6     | 14-9 | 7     |
| Polen      | 6     | 13-9 | 7     |
| Luxembourg | 6     | 1-18 | 1     |

| Gruppe 4     | Kampe | Mål  | Point |
| ------------ | ----- | ---- | ----- |
| Jugoslavien  | 4     | 8-3  | 6     |
| Vesttyskland | 4     | 9-2  | 5     |
| Albanien     | 4     | 0-12 | 1     |

| Gruppe 8   | Kampe | Mål  | Point |
| ---------- | ----- | ---- | ----- |
| England    | 6     | 15-5 | 9     |
| Skotland   | 6     | 10-8 | 8     |
| Wales      | 6     | 6-12 | 4     |
| Nordirland | 6     | 2-8  | 3     |

### Kvartfinaler
De otte gruppevindere fra indledende runde spillede om fire pladser ved EM-slutrunden. Hjemmeholdet i 1. kamp er nævnt først.
| Kamp                   | Samlet | 1. kamp | 2. kamp |
| ---------------------- | ------ | ------- | ------- |
| England - Spanien      | 3-1    | 1-0     | 2-1     |
| Bulgarien - Italien    | 3-4    | 3-2     | 0-2     |
| Frankrig - Jugoslavien | 2-6    | 1-1     | 1-5     |
| Ungarn - Sovjetunionen | 2-3    | 2-0     | 0-3     |

## Slutrunde

### Semifinaler
| Dato                               | Kamp                    | Res.      | Sted    |
| ---------------------------------- | ----------------------- | --------- | ------- |
| 5.6.                               | Italien - Sovjetunionen | 0-0 efs.* | Firenze |
| 5.6.                               | Jugoslavien - England   | 1-0       | Napoli  |
| *Italien videre efter lodtrækning. |                         |           |         |

### Bronzekamp
| Dato | Kamp                    | Res. | Sted |
| ---- | ----------------------- | ---- | ---- |
| 8.6. | England - Sovjetunionen | 2-0  | Rom  |

### Finale
| Dato                                                        | Kamp                  | Res.      | Sted |
| ----------------------------------------------------------- | --------------------- | --------- | ---- |
| 8.6.                                                        | Italien - Jugoslavien | 1-1 efs.* | Rom  |
| 10.6.                                                       | Italien - Jugoslavien | 2-0       | Rom  |
| *Ingen lodtrækning i finalen, derfor omkamp to dage senere. |                       |           |      |

## Statistik

### Målscorer
Der blev scoret 7 mål i 5 kampe, hvilket giver 1.4 mål pr. kamp.
2 mål
- Dragan Džajić

1 mål
- Luigi Riva
- Angelo Domenghini
- Pietro Anastasi
- Geoff Hurst
- Bobby Charlton

## Europamesterholdet
- Målmænd: Enrico Albertosi, Dino Zoff
- Forsvar: Tarcisio Burgnich, Ernesto Castano, Giacinto Facchetti, Giorgio Ferrini, Aristide Guarneri, Roberto Rosato, Sandro Salvadore
- Midtbane: Giancarlo Bercellino, Antonio Juliano, Giovanni Lodetti, Gianni Rivera, Giancarlo De Sisti
- Angreb: Pietro Anastasi, Angelo Domenghini, Sandro Mazzola, Pierino Prati, Luigi Riva